# Олива, Франсиско
Франсиско Олива (исп. Francisco Oliva; 1820, Сантьяго — 22 декабря 1872, Сантьяго) — чилийский дирижёр и музыкальный педагог.

## Биография
Ученик Хосе Сапиолы. В 1836 году возглавил группу музыкантов на одном из кораблей чилийского военно-морского флота, в развернувшейся чилийско-перуанской войне участвовал в блокаде Кальяо в 1836 году и во взятии Арекипы в 1837 году. Затем перешёл в пехотный батальон «Колчагуа», в составе которого как военный музыкант участвовал в перуанской кампании, включая сражение при Юнгае. За участие в этой войне и вообще за военно-музыкальную службу в 1848 году был удостоен серебряной медали.
В 1852 г. вместе со своим учителем Сапиолой учредил первую в Чили музыкальную газету Semanario Musical (вышло 16 еженедельных выпусков).
В 1853 г. получил место преподавателя в Национальной консерватории, вёл курс игры на духовых инструментах. В 1858 г. сменил Сапиолу в должности директора консерватории и оставался на этом посту до конца жизни.